# Liang Xingyun
Liang Xingyun (chiń. upr. 梁馨匀; pinyin Liáng Xīnyún; ur. 4 czerwca 1996) – chińska lekkoatletka, dyskobolka.
W 2013 zdobyła brąz mistrzostw świata juniorów młodszych w Doniecku.
Rekord życiowy: 51,99 (11 maja 2014, Jinan).

## Osiągnięcia
| Rok  | Impreza                               | Miejsce | Lokata     | Wynik |
| ---- | ------------------------------------- | ------- | ---------- | ----- |
| 2013 | Mistrzostwa świata juniorów młodszych | Donieck | 3. miejsce | 51,50 |